# غاري وليامز (لاعب كرة قدم بريطاني)
غاري وليامز (بالإنجليزية: Gary Williams)‏ (14 مايو 1959 في المملكة المتحدة - ) هو لاعب كرة قدم بريطاني في مركز الدفاع. لعب مع سويندون تاون ونادي بلاكبول ونادي ترانمير روفرز لكرة القدم ونادي يورغوردينس ونادي موركامب.

## وصلات خارجية
- غاري وليامز على موقع قاعدة بيانات كرة القدم.إي يو (الإنجليزية)